# Nekrolog 1650
Nekrolog
◄◄
| ◄
| 1646
| 1647
| 1648
| 1649
| 1650 | 1651 | 1652 | 1653 | 1654 | ► | ►►
Weitere Ereignisse | Allgemeiner Nekrolog 1650
Die Beschreibung der verstorbenen Person sollte so kurz wie möglich gehalten sein und nur deren signifikante Tätigkeit(en) enthalten.
Neue Namen ggf. auch unter dem Geburts- und Sterbedatum, also etwa unter 1. Januar und im Geburts- und Sterbejahr (2024) eintragen (nur bei entsprechender großer Wichtigkeit). Für Beispiele siehe die schon vorhandenen Artikel.
Außerdem über die fünf zuletzt Verstorbenen, zu denen es einen ausreichend guten Artikel für eine Präsentation auf der Hauptseite gibt, nach der todesbedingten Überarbeitung der Artikel ggf. auch unter Wikipedia Diskussion:Hauptseite informieren und sie am besten auch in den anderen Wikipedia-Sprachversionen eintragen. Tipp: Regelmäßig bei news.google.de nach „ist tot“, „gestorben“ oder „verstorben“ suchen.
Wenn eine Person gestorben ist, gibt es viele Seiten zu dieser Person in der Wikipedia, die davon auch betroffen sind und entsprechend aktualisiert werden müssen. Beispiele: Namenübersichtsseite, Geburtsjahr, Geburtsort-Seiten und viele mehr.
Wie finde ich die betroffenen Seiten?
Im Suchfeld auf der linken Seite gibt man den Suchbegriff so ein: „Vorname Nachname“. Dann klickt man auf Volltext und alle Seiten mit entsprechendem Suchtext werden aufgerufen. Hier sieht man dann schnell, wo auch das Todesjahr Sinn macht oder sogar ein Teil des Artikels angepasst werden muss. Auch hilft das „Werkzeug“ auf der linken Seite sehr gut, um solche Seiten aufzufinden: „Links auf diese Seite“. Somit ist die Wikipedia wieder aktuell in allen Bereichen! Hinweis: bei Eintragung der Kategorie „Gestorben JAHR“ wird der Missbrauchsfilter 49 ausgelöst, was jedoch nicht schlimm ist. Siehe: Spezial:Missbrauchsfilter/49
Dies ist eine Liste von im Jahr 1650 verstorbenen bekannten Persönlichkeiten. Die Einträge erfolgen innerhalb der einzelnen Daten alphabetisch sortiert. Tiere sind im Nekrolog für Tiere zu finden.

## Januar
| Tag        | Name                                       | Beruf, bekannt als                                        | Alter | Beleg |
| ---------- | ------------------------------------------ | --------------------------------------------------------- | ----- | ----- |
| 5. Januar  | Heinrich Schlik zu Bassano und Weißkirchen | österreichischer Feldmarschall und Hofkriegsratspräsident |       |       |
| 6. Januar  | Georg Sebastian von Osterhausen            | sächsischer Rittergutsbesitzer                            |       |       |
| 7. Januar  | Matthias von Güntersberg                   | deutscher Jurist, Domherr                                 |       |       |
| 7. Januar  | Ludwig I.                                  | Fürst von Anhalt-Köthen                                   | 70    |       |
| 17. Januar | Tommaso Dolabella                          | italienischer Maler                                       |       |       |
| 18. Januar | Matteo Rosselli                            | italienischer Maler                                       | 71    |       |
| 26. Januar | Johann Ludwig von Erlach                   | Schweizer General und Gouverneur von Breisach             | 54    |       |
| 31. Januar | Tani Jichū                                 | japanischer Konfuzianer                                   |       |       |

## Februar
| Tag         | Name                     | Beruf, bekannt als                                                                                 | Alter | Beleg |
| ----------- | ------------------------ | -------------------------------------------------------------------------------------------------- | ----- | ----- |
| 11. Februar | René Descartes           | französischer Philosoph, Mathematiker und Naturwissenschaftler                                     | 53    |       |
| 11. Februar | Adriaen van Gaesbeeck    | niederländischer Maler                                                                             |       |       |
| 13. Februar | Urbain de Maillé         | französischer Aristokrat, Militär und Diplomat, Marschall von Frankreich, Vizekönig von Katalonien | 51    |       |
| 21. Februar | Trophime Bigot           | französischer Maler                                                                                |       |       |
| 26. Februar | Franz Stypmann           | deutscher Jurist                                                                                   | 37    |       |
| 26. Februar | Claude Favre de Vaugelas | französischer Literat                                                                              | 65    |       |

## März
| Tag      | Name                                    | Beruf, bekannt als                                                                    | Alter | Beleg |
| -------- | --------------------------------------- | ------------------------------------------------------------------------------------- | ----- | ----- |
| 8. März  | Antonio Tornielli                       | italienischer Geistlicher und Bischof von Novara                                      | 71    |       |
| 16. März | Sophie Elisabeth von Brandenburg        | Prinzessin von Brandenburg und durch Heirat Herzogin von Sachsen-Altenburg            | 34    |       |
| 17. März | Carl Carlsson Gyllenhielm               | schwedischer Feldmarschall, Politiker und Reichsadmiral                               | 76    |       |
| 25. März | Elisabeth von Braunschweig-Wolfenbüttel | Prinzessin von Braunschweig-Wolfenbüttel, durch Heirat Herzogin von Sachsen-Altenburg | 56    |       |
| 25. März | Johannes Lotichius                      | deutscher Rechtswissenschaftler                                                       | 74    |       |
| 29. März | Hans Henrich von Günderrode             | Oberst in der Hessen-kasselschen Armee und Hofmarschall                               |       |       |
| 29. März | Cornelius Galle der Ältere              | niederländischer Zeichner und Kupferstecher                                           |       |       |
| 30. März | Gregor Mättig                           | Mäzen                                                                                 | 64    |       |

## April
| Tag       | Name                                | Beruf, bekannt als                                                                            | Alter | Beleg |
| --------- | ----------------------------------- | --------------------------------------------------------------------------------------------- | ----- | ----- |
| 1. April  | Johannes Nikolaus Claessens         | Weihbischof in Münster, Titularbischof von Akkon und münsterischer Generalvikar               |       |       |
| 3. April  | Christian Gueintz                   | Pädagoge und Sprachgelehrter                                                                  | 57    |       |
| 4. April  | Wilhelm Dilich                      | deutscher Kupferstecher, Topograph, Festungsbauingenieur, Chronist, Kriegsschriftsteller      |       |       |
| 8. April  | Georg Hans von Peblis               | Pfälzer Obrist und Diplomat im Dreißigjährigen Krieg                                          |       |       |
| 9. April  | Adolf Heinrich Droste zu Vischering | Dompropst in Münster, Domherr in Paderborn und Osnabrück sowie Erbdroste im Hochstift Münster |       |       |
| 9. April  | Gaspare Mattei                      | italienischer Kardinal und Erzbischof                                                         |       |       |
| 18. April | Simonds D’Ewes                      | englischer Moralist und Antiquar                                                              | 47    |       |
| 20. April | Andreas Brunner                     | Jesuit und Historiker                                                                         | 60    |       |
| 21. April | Yagyū Mitsuyoshi                    | Samurai; Schwertmeister                                                                       |       |       |
| 22. April | Stephan Hansen Stephanius           | dänischer Philologe und Historiker                                                            | 50    |       |

## Mai
| Tag     | Name                                  | Beruf, bekannt als                               | Alter | Beleg |
| ------- | ------------------------------------- | ------------------------------------------------ | ----- | ----- |
| 7. Mai  | Anton von Ditfurth                    | deutscher Verwaltungsbeamter                     | 61    |       |
| 10. Mai | Gabel Schaffen                        | Abt des Klosters Grafschaft (1612–1633)          |       |       |
| 20. Mai | Francesco Sacrati                     | italienischer Komponist                          | 44    |       |
| 21. Mai | James Graham, 1. Marquess of Montrose | schottischer Adliger, 1. Marquess of Montrose    |       |       |
| 27. Mai | Anthony Ascham                        | englischer Adeliger, Parlamentarier und Diplomat |       |       |
| 28. Mai | Agnes von Hessen-Kassel               | Fürstin von Anhalt-Dessau                        | 44    |       |
| 28. Mai | Antonio Maria Turati                  | italienischer Komponist und Kapellmeister        |       |       |

## Juni
| Tag      | Name                                  | Beruf, bekannt als                                                          | Alter | Beleg |
| -------- | ------------------------------------- | --------------------------------------------------------------------------- | ----- | ----- |
| 4. Juni  | Johann Caspar Unrath                  | deutscher Rechtswissenschaftler                                             | 41    |       |
| 8. Juni  | Maximilian von und zu Trauttmansdorff | österreichischer Politiker                                                  | 66    |       |
| 13. Juni | Nicolaus Hardkopf                     | deutscher lutherischer Theologe                                             | 67    |       |
| 13. Juni | Franz Christoph von Khevenhüller      | österreichischer Diplomat und Historiograf                                  | 62    |       |
| 18. Juni | Johan Lorentz der Ältere              | deutscher Orgelbauer                                                        |       |       |
| 19. Juni | Matthäus Merian                       | schweizerisch-deutscher Kupferstecher und Verleger                          | 56    |       |
| 19. Juni | Simon Philipp                         | Graf zu Lippe                                                               | 18    |       |
| 21. Juni | Eoghan Ó Siadhail                     | Militärarzt                                                                 |       |       |
| 22. Juni | Sebastian Hempel                      | deutscher Jurist, zuletzt Direktor des Hofgerichts Stettin                  | 56    |       |
| 23. Juni | Cornelius Strauch                     | römisch-katholischer Geistlicher, Abt von Stift Lilienfeld                  |       |       |
| 26. Juni | Hedwig von Braunschweig-Wolfenbüttel  | Prinzessin von Braunschweig-Wolfenbüttel, durch Heirat Herzogin von Pommern | 55    |       |
| 27. Juni | Mario Theodoli                        | italienischer Kardinal                                                      |       |       |
| 28. Juni | Gioacchino Assereto                   | italienischer Maler                                                         | 49    |       |
| 28. Juni | Jean Rotrou                           | französischer Dichter und Dramatiker                                        | 40    |       |
| 30. Juni | Niccolò Cabeo                         | italienischer Physiker, Ingenieur und Jesuit                                | 64    |       |
| Juni     | Jean Morin                            | französischer Maler                                                         |       |       |

## Juli
| Tag      | Name               | Beruf, bekannt als                                                  | Alter | Beleg |
| -------- | ------------------ | ------------------------------------------------------------------- | ----- | ----- |
| 2. Juli  | Marion Delorme     | französische Kurtisane                                              | 36    |       |
| 8. Juli  | Mövius Völschow    | lutherischer Theologe und Generalsuperintendent von Pommern-Wolgast | 62    |       |
| 9. Juli  | Georg Nößler       | deutscher Mediziner und Philosoph                                   | 59    |       |
| 18. Juli | Christoph Scheiner | deutscher Jesuitenpater, Optiker und Astronom                       | 76    |       |
| 20. Juli | Iwasa Matabē       | japanischer Maler                                                   | 72    |       |
| 23. Juli | Wouter Valckenier  | Bürgermeister von Amsterdam                                         | 61    |       |

## August
| Tag        | Name             | Beruf, bekannt als                                  | Alter | Beleg |
| ---------- | ---------------- | --------------------------------------------------- | ----- | ----- |
| 9. August  | Jerzy Ossoliński | polnischer Staatsmann von internationaler Bedeutung | 54    |       |
| 15. August | Andreas Tegge    | deutscher Offizier und Hamburger Oberalter          | 82    |       |
| 16. August | Cesare Monti     | italienischer Kardinal                              | 56    |       |
| 29. August | Johann Lieb      | deutscher Archivar                                  | ≈84   |       |
| 31. August | Michael Behm     | lutherischer Theologe                               | 37    |       |
| August     | John Parkinson   | englischer Arzt und Botaniker                       |       |       |

## September
| Tag           | Name                               | Beruf, bekannt als                                                      | Alter | Beleg |
| ------------- | ---------------------------------- | ----------------------------------------------------------------------- | ----- | ----- |
| 7. September  | Anton von Schlieffen               | Offizier in kaiserlichen und schwedischen Diensten                      | 74    |       |
| 13. September | Ferdinand von Bayern               | Kurfürst und Erzbischof von Köln                                        | 72    |       |
| 14. September | Josias Rantzau                     | deutscher Heerführer im Dreißigjährigen Krieg, Marschall von Frankreich | 40    |       |
| 17. September | Éimhear Mac Mathúna                | römisch-katholischer Bischof, irischer Rebellenführer                   |       |       |
| 18. September | Joachim von Donnersberg            | bayerischer Geheimrat und Kanzler                                       |       |       |
| 20. September | Bodo von Hodenberg                 | deutscher Dichter                                                       | 46    |       |
| 24. September | Charles de Valois, duc d’Angoulême | Herzog von Angoulême                                                    | 77    |       |

## Oktober
| Tag         | Name                                                     | Beruf, bekannt als                               | Alter | Beleg |
| ----------- | -------------------------------------------------------- | ------------------------------------------------ | ----- | ----- |
| 6. Oktober  | Johannes Cothmann                                        | deutscher lutherischer Theologe                  |       |       |
| 7. Oktober  | Antonio de Aragón-Córdoba-Cardona y Fernández de Córdoba | Kardinal der römisch-katholischen Kirche         | 33    |       |
| 7. Oktober  | Georg Detharding                                         | deutscher Apotheker                              | 46    |       |
| 23. Oktober | Georg Friedrich von Schönberg                            | sächsischer Berg- und Amtshauptmann              | 63    |       |
| 26. Oktober | Fernando de Alva Ixtlilxóchitl                           | mestizischer Historiker im frühkolonialen Mexiko |       |       |

## November
| Tag          | Name                             | Beruf, bekannt als                                         | Alter | Beleg |
| ------------ | -------------------------------- | ---------------------------------------------------------- | ----- | ----- |
| 4. November  | Franz van den Zype               | flämischer Kirchenrechtler                                 |       |       |
| 6. November  | Wilhelm II.                      | niederländischer Herrscher                                 | 24    |       |
| 8. November  | Camillo II. Gonzaga di Novellara | italienischer Adliger, Graf von Novellara und Bagnolo      | 69    |       |
| 9. November  | Claude de Mesmes                 | französischer Diplomat                                     |       |       |
| 13. November | Thomas May                       | englischer Schriftsteller, Dichter und Historiker          |       |       |
| 16. November | Cosmus von Simmer                | deutscher Historiker                                       | 69    |       |
| 24. November | Manuel Cardoso                   | portugiesischer Sänger, Organist, Chorleiter und Komponist | 83    |       |

## Dezember
| Tag          | Name                                | Beruf, bekannt als                                                   | Alter | Beleg |
| ------------ | ----------------------------------- | -------------------------------------------------------------------- | ----- | ----- |
| 2. Dezember  | Antoine d’Amboise                   | französischer Militär, Maréchal de camp des Ancien Régime            | 45    |       |
| 2. Dezember  | Charlotte-Marguerite de Montmorency | Fürstin von Condé und Mätresse des französischen Königs Heinrich IV. | 56    |       |
| 6. Dezember  | Agustín de Ugarte y Sarabia         | römisch-katholischer Bischof                                         |       |       |
| 15. Dezember | Sigismund von Götzen                | kurfürstlich-brandenburgischer Kanzler                               |       |       |
| 16. Dezember | Philipp von der Pfalz               | Prinz von der Pfalz                                                  | 23    |       |
| 17. Dezember | Agnes Schmitt                       | Opfer der Hexenverfolgungen in Friesenhagen                          |       |       |
| 27. Dezember | Johann Pagenstecher                 | deutscher Jurist und Professor                                       | 75    |       |
| 28. Dezember | Bartol Kašić                        | kroatischer Jesuit und Sprachwissenschaftler                         | 75    |       |
| 31. Dezember | Dorgon                              | Wegbereiter der mandschurischen Herrschaft über China                | 38    |       |

## Datum unbekannt
| Tag | Name                        | Beruf, bekannt als                                                   | Alter | Beleg |
| --- | --------------------------- | -------------------------------------------------------------------- | ----- | ----- |
|     | Hans Angerer                | deutscher Gitarrenbauer                                              |       |       |
|     | Jean Baudoin                | französischer Autor, Übersetzer                                      |       |       |
|     | Adolph Compenius            | deutscher Orgelbauer                                                 |       |       |
|     | Herman Doomer               | deutsch-niederländischer Möbeltischler                               |       |       |
|     | Catalina de Erauso          | baskische Adlige, lebte jahrzehntelang als Mann verkleidet           |       |       |
|     | Pedro Espinosa              | humanistischer Dichter                                               |       |       |
|     | Adam Freitag                | polnischer Kriegsbaumeister (Ingenieur) und Arzt                     |       |       |
|     | Hendrik Hondius             | niederländischer Verleger, Zeichner und Kupferstecher                |       |       |
|     | Jan Adriaanszoon Leeghwater | Ingenieur                                                            |       |       |
|     | François Perrier            | französischer Maler                                                  |       |       |
|     | Matthäus Pfister            | württembergischer Buchbinder, Petschierstecher und Radierer          |       |       |
|     | Heinrich von Sandersleben   | deutscher Soldat und Hofbeamter                                      |       |       |
|     | Katharina von Spaur         | Äbtissin des Damenstifts Buchau                                      |       |       |
|     | Pietro Testa                | italienischer Maler, Zeichner, Radierer und Schriftsteller           |       |       |
|     | Otto von Uexküll            | estländischer Landrat und Ritterschaftshauptmann                     |       |       |
|     | Abraham de Verwer           | holländischer Marinemaler                                            |       |       |
|     | Cherubino Waesich           | Organist und Komponist des Barock                                    |       |       |
|     | Giovanni Battista Zupi      | italienischer Astronom, Mathematiker und Priester des Jesuitenordens |       |       |